# Michelangelo Rampulla
Michelangelo Rampulla (né le 10 août 1962 à Patti en Sicile) est un joueur de football italien, qui évoluait au poste de gardien de but.
Il fut ensuite l'entraîneur des gardiens dans un de ses anciens clubs, la Juventus.

## Palmarès

### Compétitions nationales
- Serie A : (4)

Juventus: 1994-95, 1996-97, 1997-98 et 2001-02.
- Supercoupe d'Italie : (2)

Juventus : 1995 et 1997.
- Coupe d'Italie : (1)

Juventus : 1994-95

### Compétitions internationales
- Coupe de l'UEFA : (1)

Juventus : 1992-93
- Ligue des champions : (1)

Juventus : 1995-96
- Supercoupe de l'UEFA : (1)

Juventus : 1996
- Coupe intercontinentale : (1)

Juventus : 1996
- Coupe Intertoto : (1)

Juventus : 1999